# Лаумерсхайм
Лаумерсхайм (нем. Laumersheim) — община в Германии, в земле Рейнланд-Пфальц. 
Входит в состав района Бад-Дюркхайм. Подчиняется управлению Грюнштадт-Ланд.  Население составляет 877 человек (на 31 декабря 2010 года). Занимает площадь 4,86 км².

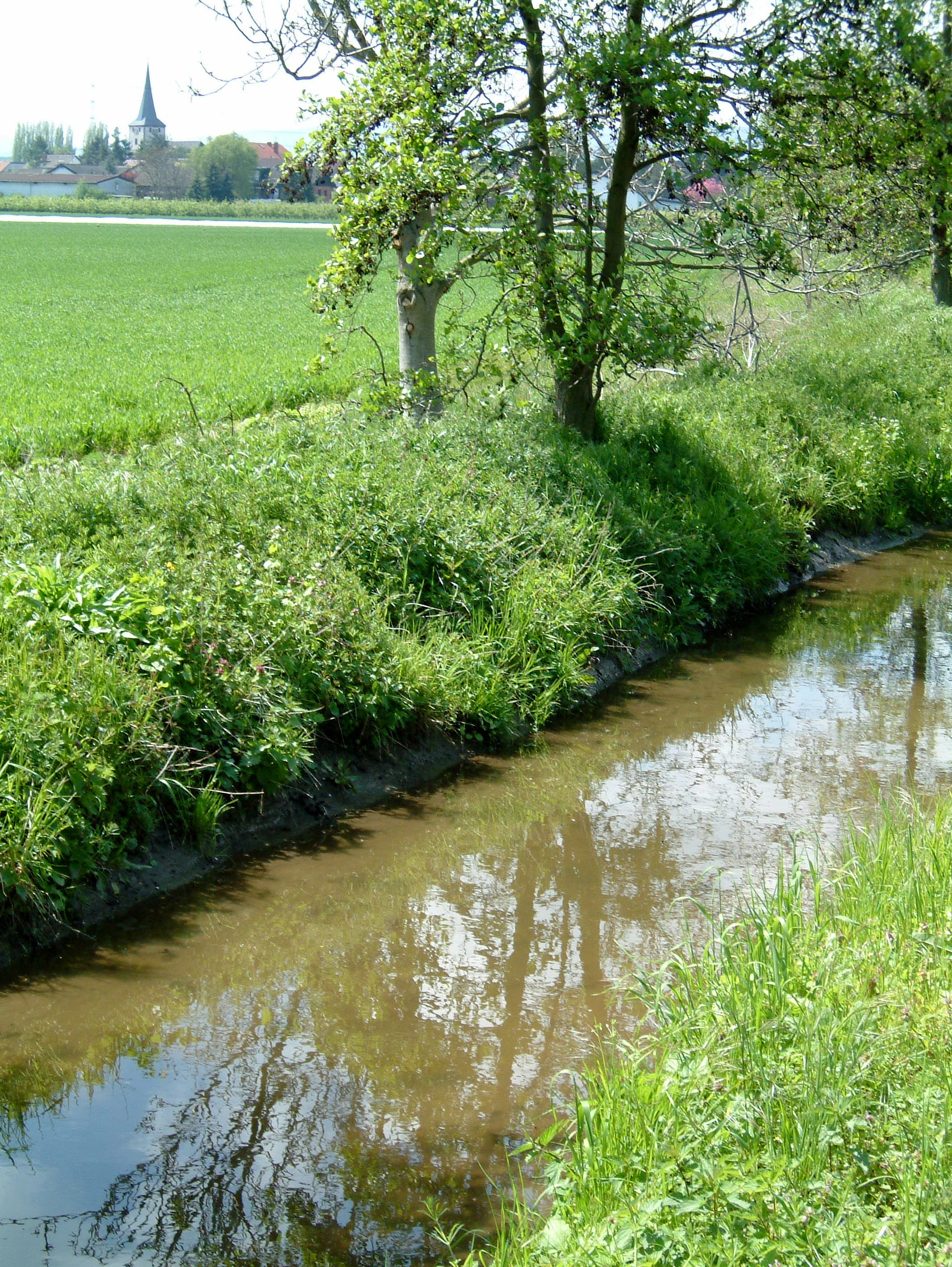
Лаумерсхайм

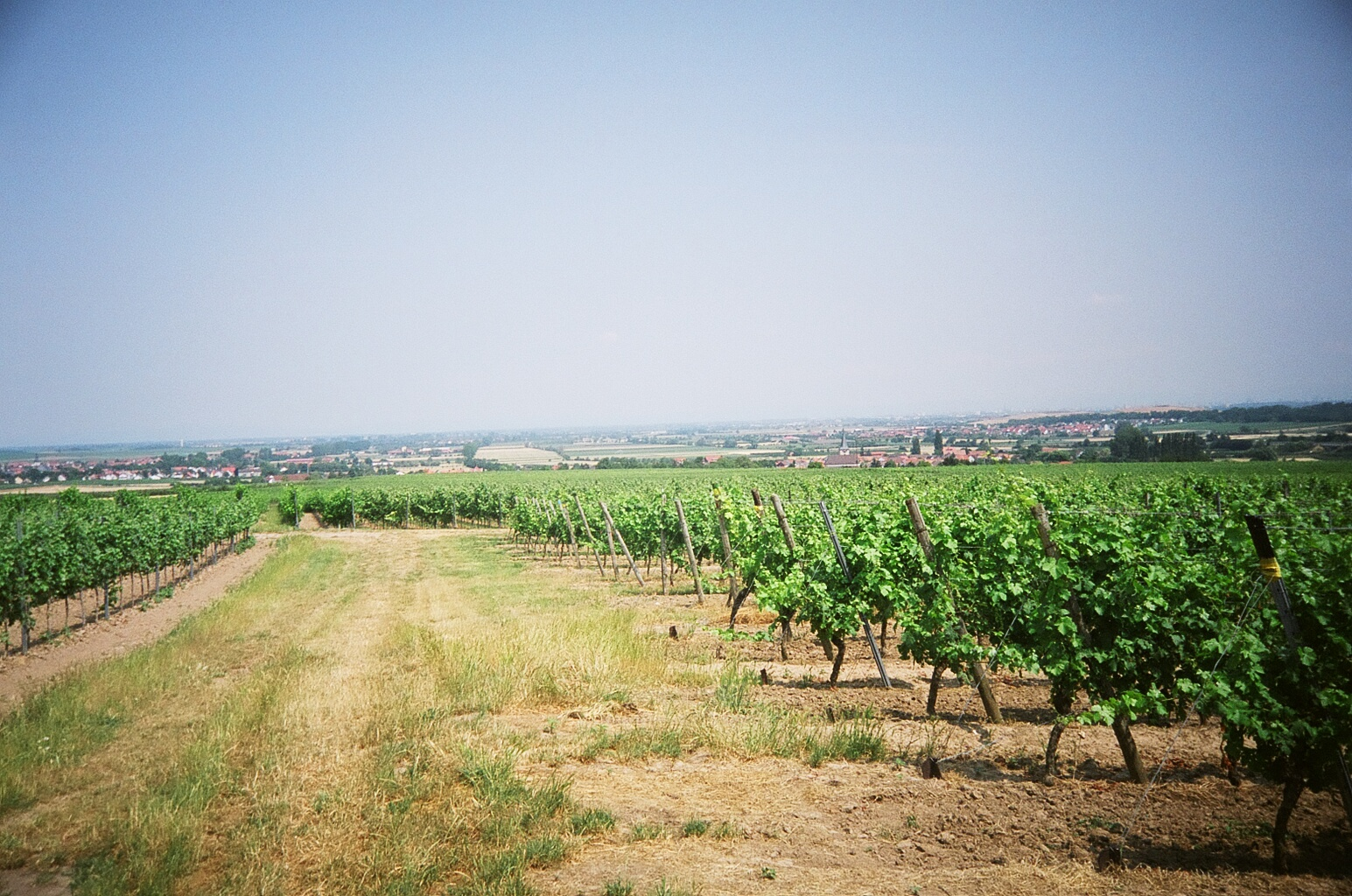
Лаумерсхайм